# Patat János
Patat János - születési nevén Johann Patat (Klagenfurt, 1849. május 3. – Budapest, 1906. október 2.) olasz származású zenész, zenetanár, karmester és zeneszerző.

## Élete
Édesapja, Giovanni Giuseppe Patat, az olaszországi Gemona del Friuliból származó Patat család sarja volt, katonakarmesterként dolgozott, és Karintiában vette feleségül Anna Zoppothot. Fiuk, Giovanni/Johann/János Klagenfurtban született.
Legismertebb gyermekei (Erdélyi) Patat Leó zongoraművész, karmester, Patat Pál Aladár vendéglős és Patat Lajos mesterszakács.
János 12 éven át, 1880-ig a karintiai 26. lövész zászlóalj kürtöseként szolgált. Időközben 1872-ben létrehozta a klagenfurti Katonaegylet veteránegyesületének zenekarát.
Klagenfurtban végezte iskoláit, 1863-1864 között a császári és királyi Felsőreáliskolába járt. 1878-ban az ukrajnai Brodiban zenét és éneket tanít, többek között a helyi Reál- és Felsőgimnáziumban, és emellett zenél is. A mai Szlovénia területén található Zomborból a mai Ptujba költözve 1882 júniusától 1883 februárjáig a Musikschule des Musikvereins Pettau igazgatói és hegedűtanári feladatait látta el.
1893-ban Budapesten állampolgári esküt tett. 1898-ban Grazban és Zágrábban vezényelt. 1899-ben belépett a Magyarországi Zenészek Országos Segély- és Nyugdíjegyesületébe.
A Rostély (mai Gerlóczy) utcában, 1898-tól pedig a Révai utcában működő Folies Caprice mulató zongoristájaként, majd karmestereként tevékenykedett. A század első éveiben az Orfeum (a mai Operettszínház része) karmestere is lett.
A nyári idényben a városligeti Ős-Budavárban volt karmester.

## Művei

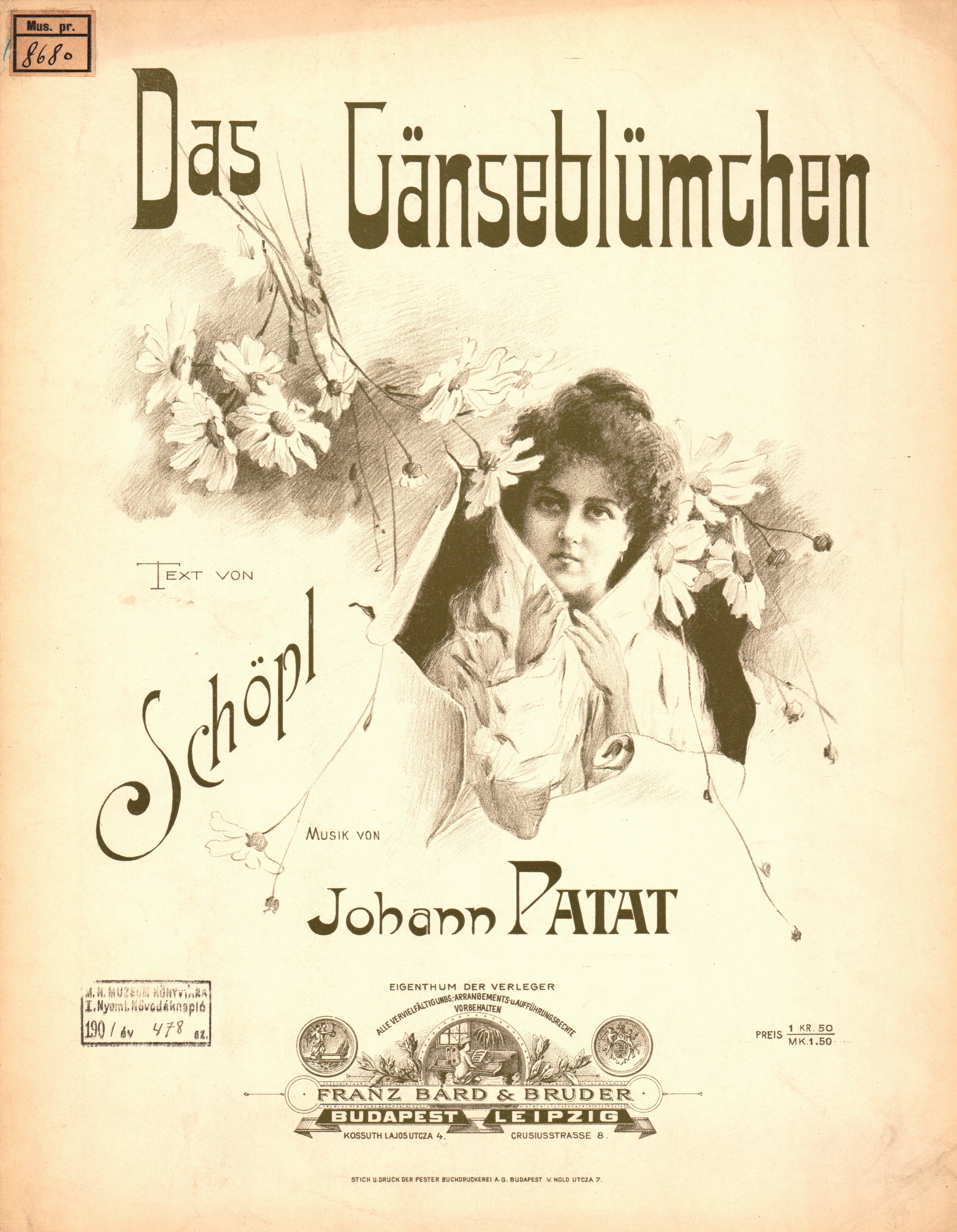
Patat János Das Gänseblümchen című szerzeményének címlapja

Művei közül csupán kevés maradt fenn, de különböző források többet is említenek.
- Josefi-Marsch (1871 előtt)[9]
- Négyszemközt-Polka[10]
- Wir tanzen ohne Rast und Ruh/A tánc az folyik szertelen: Wenn wir da hier recht munter oben steh'n. Francia polka két énekhangra, zongorakísérettel. Kiadó: Klökner Ferenc, Budapest, 1898.
- Spanien bei Tag und Nacht/Spanyolhon nappal és éjjel. Dal énekhangra, zongorakísérettel. Szöveg: Schöpl. In: Zenélő Magyarország zenemű folyóirat, VIII. évfolyam 20. füzet (1901. október 15.)
- Das Gänseblümchen. Dal énekhangra, zongorakísérettel. Szöveg: Schöpl. Kiadó: Bárd Ferencz és testvére, Budapest–Lipcse, 1903/1904.
- Ich fühle dich im Herzen. Dal énekhangra, zongorakísérettel. Szöveg: Schöpl. Kiadó: Bárd Ferencz és testvére, Budapest–Lipcse, 1903/1904.
- Waldblüthen-keringő. Kb. 1905.
- Touristen-Marsch. Kb. 1905.
- Vázsonyi Vilmos induló. Induló zongorára. Kiadó: Zipser és König, Budapest, 1901[11]

Átirat:
- Alois Kutschera: Das Christkinderl. Dal szárnykürtre és zenekarra. Kiadó: Rózsavölgyi és tsa, Budapest.